# Henuttauy (dinastía XIX)
Henuttauy ("Señora de las dos tierras") fue una princesa antiguo Egipto durante la dinastía XIX.

## Biografía
Henuttauy era hija del faraón Ramsés II y la gran esposa real Nefertari y media hermana de Merneptah. Es la séptima en la lista de las hijas de Ramsés y la segunda de dos hijas cuya madre seguramente fue Nefertari.
Su estatua se encuentra en el pequeño templo de Abu Simbel, construido para Nefertari. Los hijos de Nefertari suelen identificarse sobre la base de este templo: los príncipes Amenherjepeshef, Pareherwenemef, Meryre y Meryatum y las princesas Meritamón y Henuttauy. Henuttauy no está representada en la fachada del gran templo de Abu Simbel, donde se muestran los dos primeros hijos y las seis hijas mayores de Ramsés, junto con Nefertari y la reina madre Tuya.

## Tumba QV73
Su tumba, en el Valle de las Reinas, QV73 no está lejos de las de otros miembros de la familia de Ramsés (QV68 - Meritamón, QV71 - Bintanat, QV75 - Henutmira); está entre las tumbas de su medio hermana mayor Bintanat y la reina Tentopet de la dinastía XX (QV74).
La tumba pudo haber sido tallada para una princesa genérica y después de la muerte de Henuttawy adaptada para ella. En algunas áreas de la tumba los cartuchos están en blanco, pero en la cámara funeraria principal se han registrado débiles rastros de su nombre. La tumba consta de una cámara funeraria con dos pilares y dos habitaciones laterales. Las decoraciones se parecen a las de la tumba de Nefertari.